# Léon Blum
André Léon Blum (9. april 1872 i Paris – 30. marts 1950 (77 år) i Jouy-en-Josas) var Frankrigs premierminister i 1936-37, 1938 og 1946-47.
Blum dimitterede som 23-årig 1895 fra Paris' universitet som både cand.jur. og cand.mag. I universitetstiden fik han sin litterære debut som medarbejder ved tidsskriftet La Conque, senere begyndte han at skrive for symbolisternes blad Revue Blanche.
I 1914, kort efter udbruddet af 1. verdenskrig blev han udnævnt til kabinetschef hos ministeren for offentlige arbejder, selvom det først var i 1919, at han blev indvalgt i deputeretkammeret.
Den 4. juni 1936 dannede socialistpartiet regering med Leon Blum som premierminister.
I 1940 blev Blum anholdt af samarbejdsregeringen og indsat i Bourrasol inden han blev overført til Buchenwald og Flossenbürg. Mens han sad i fængsel skrev han bogen Et budskab til menneskeheden, som udkom på dansk i 1947.
Han var den første socialist og den første jøde der blev premierminister i Frankrig.

## Værker
- Nouvelles conversations de Goethe avec Eckermann, 1901
- Om ægteskabet, 1907
- Stendhal et le beylisme, 1914
- Bolchévisme et socialisme, Librairie populaire, 1927.
- Contre Apion, 1930.
- Souvenirs sur l'Affaire, Gallimard, Coll. « Folio Histoire », 1935.(ISBN 2070327523)
- La Réforme gouvernementale, 1936
- Pour être socialiste
- Et budskab til menneskeheden, 1945
- L'Histoire jugera, Éditions de l'Arbre, Montréal, 1943
- Le Dernier mois, Éd. Diderot, 1946
- Révolution socialiste ou révolution directoriale ?, Spartacus, 1947
- Discours politiques, 1997

## Andet
- Kfar Blum, kibbutz i Israel opkaldt efter ham
- Folkefronten